# کنجی اوبا
کنجی اوبا (ژاپنی: 大葉 健二؛ زادهٔ ۵ فوریهٔ ۱۹۵۵) بازیگر اهل ژاپن است.
از فیلم‌ها یا برنامه‌های تلویزیونی که وی در آن نقش داشته است، می‌توان به بیل را بکش: بخش ۱ و بیل را بکش: بخش ۲ اشاره کرد.